# Ronilton Souza de Araújo
Ronilton Souza de Araújo (ur. 23 marca 1967 w Ituiutabie) – brazylijski duchowny katolicki, biskup São Raimundo Nonato od 2023.

## Życiorys
7 grudnia 2002 otrzymał święcenia kapłańskie w Zgromadzeniu Księży Najświętszego Serca Jezusowego. Był m.in. wychowawcą w domu postulantów oraz w seminarium filozoficznym, przełożonym zakonnego dystryktu Brasil-São Luís, prowincjałem oraz wikariuszem zakonnej parafii w Macapá.
19 lipca 2023 papież Franciszek mianował go biskupem diecezji São Raimundo Nonato. Sakry udzielił mu 26 sierpnia 2023 biskup Vilson Basso.